# المجلس الإداري للدفاع الاقتصادي (البرازيل)
المجلس الإداري للدفاع الاقتصادي (بالبرتغالية: Conselho Administrativo de Defesa Econômica) هي الجهة المنظمة الوطنية للمنافسة في البرازيل وهي وكالة تابعة لحكومة البرازيل الاتحادية. أهدافها المعلنة هي «توجيه وتفتيش ومنع والتحقيق في إساءة استخدام القوة الاقتصادية من خلال ممارسة دور الحراسة في منعها وقمعها».